# Weiden in der Oberpfalz
Weiden in der Oberpfalz är en kretsfri stad i det tyska förbundslandet Bayern som ligger cirka 100 km öster om Nürnberg och 35 km väster om gränsen mot Tjeckien.
Stadens omgivning kännetecknas av bergsområdet Oberpfälzer Wald. Stadens utveckling började under 1200-talet som samhälle vid en vägkorsning. 1531 hade Weiden redan 2 200 invånare. Efteråt minskade folkmängden på grund av stadsbränder, pest och trettioåriga kriget. Efter inrättningen av järnvägen 1863 etablerades glas- och porslinmanufakturer. Idag har Weiden cirka 43 000 invånare.